# Katy Hudson (album)
Katy Hudson là album phòng thu đầu tay của nữ ca sĩ cùng tên người Mỹ, sau này được biết đến với nghệ danh Katy Perry. Album này được phát hành vào ngày 8 tháng 2 năm 2001 bởi hãng đĩa Red Hill Records. Hudson kết hợp hai dòng nhạc Christian rock và contemporary Christian vào các sáng tác trong album lần này, cùng với chủ đề trong ca từ được viết trong thời điểm còn là thiếu niên, có liên quan mật thiết đến niềm tin của cô vào vấn đề tôn giáo.
Hudson cho phát hành hai đĩa đơn trên các trạm phát thanh toàn quốc và công bố hai chuyến lưu diễn toàn quốc nhằm quảng bá album này. Ngay từ khi phát hành, Katy Hudson nhận được nhiều đánh giá tích cực từ phía các nhà phê bình âm nhạc, khi họ đề cao khả năng sáng tác và cho thấy cô là một tài năng lớn dựa vào phần giọng hát, cho dù nhiều người khác chỉ trích phần âm nhạc của album này bị sản xuất quá tay. Về mặt thương mại, album này là một thất bại, khi chỉ bán ra chưa tới 200 bản. Sau khi hãng đĩa Red Hill Records bị đóng cửa, Hudson thay đổi phong cách âm nhạc sang dòng nhạc pop thịnh hành và theo mức độ ăn khách của cô về sau, album này trở nên khan hiếm và được tìm mua rộng rãi.

## Bối cảnh và quá trình thực hiện
Hudson, khi còn được nuôi dạy bởi hai mục sư Ngũ Tuần, đã bắt đầu trình diễn khi còn ở nhà thờ. Đam mê âm nhạc của cô lớn dần từ đó cùng với nhiều lần cô đặt chân đến Nashville, Tennessee và bắt đầu ghi âm những bản thu thử đầu tiên cho mình. Cô được phát hiện bởi những nhà sản xuất tại Nashville trong khi vẫn còn đang hát tại nhà thờ và ký một hợp đồng thu âm cùng hãng đĩa Red Hill Records. Perry sau đó khẳng định khoảng thời gian sáng tác cho album này là thời điểm "rất quan trọng" với cô, khi cảm thấy cô "gửi đi một thông điệp rõ ràng". Cô nói thêm, "Tôi muốn mình trở thành một nghệ sĩ, không đơn thuần chỉ là một ai đó đưa giọng mình vào CD. Và tôi cũng không muốn được biết đến như một thiếu niên nhận được một hợp đồng thu âm bình thường khác." Katy Hudson chủ yếu tập trung vào các chủ đề của lứa tuổi thanh thiếu niên và tuổi mới lớn, xoay quanh niềm tin vào Thiên Chúa và ca khúc đầu tiên mà cô sáng tác cho album này là "Trust in Me" (tạm dịch: Niềm tin trong tôi). Cô phát biểu trong một buổi ghi âm, "Khi chúng tôi bắt đầu thu âm, có vẻ như mọi người đều biết những người khác và tôi không biết bất cứ ai, nó làm tôi cảm thấy một lần nữa như đứa trẻ, giống như mới lớn lên. Tôi thậm chí còn cảm thấy bị khớp về hát hợp âm mà tôi biết khá tốt".

## Cấu trúc
Katy Hudson là sản phẩm mà Hudson tham gia thử nghiệm ở dòng nhạc Christian rock và contemporary Christian music (CCM). Cùng với hướng đi âm nhạc được miêu tả theo dòng nhạc đương đại, có sự ảnh hưởng lớn của dòng nhạc pop rock. Trong một bài phỏng vấn cho trang web chính thức của cô lúc đó, Hudson liệt kê những cái tên như Jonatha Brooke, Jennifer Knapp, Diana Krall và Fiona Apple như những người có sức ảnh hưởng đến âm nhạc của cô. "Trust in Me", "Naturally", và "My Own Monster" từng được cô miêu tả là "sự cô độc, sợ hãi và sự tự hoài nghi bản thân thường thấy ở tuổi thanh thiếu niên".
Bản nhạc đầu tiên từ album có bao gồm những giai điệu gây "ám ảnh" kết hợp cùng những "hiệu ứng điện tử" và "âm điệu rock chắc nịch". Với một bài hát có tiềm lực khác trong album, "Piercing" (tạm dịch: Xâm trổ) bộc lộ được sự mê đắm mà mọi người thường có với những thứ xa xỉ không cần thiết. Trong "Piercing", Hudson có hát: "Lord, help me see the reality / That all I'll ever need is You" (tạm dịch: "Xin Chúa, hãy giúp con nhìn thấy sự thật / Rằng mọi thứ mà con cần chính là Người"). "Last Call" được viết bởi Hudson trong khi đọc quyển sách Last Call for Help: Changing North America One Teen at a Time, được viết bởi Dawson McAllister. Về mặt âm nhạc, cô chuyển tông sang hơi hướng jazz trong bài hát này. Hudson mô tả ca khúc "Growing Pains" (tạm dịch: Những nỗi đau lớn dần) là một bài hát cho trẻ em và thanh thiếu niên, giải thích xã hội thường chia sẻ định kiến sai lầm mà xem chúng như là cá nhân không tin hoặc không biết nhiều về Thiên Chúa. Được Hudson viết năm cô học lớp 8, bài hát "Spit" (tạm dịch: Cái xiên) được cô diễn tả về những điều giả tạo mà cô gặp phải ở ngôi trường theo Tôn giáo mà cô theo học lúc đó.
"Faith Won't Fail" (tạm dịch: Đức tin sẽ không thất bại) được lấy cảm hứng bằng việc tin tưởng vào Kinh thánh; và Hudson nói thêm về bài hát "Search Me" (tạm dịch: Tìm tôi): "Tôi đã đấu tranh với thực tế là tôi có trách nhiệm rất lớn về việc những người khác có thể sẽ bị ảnh hưởng thông qua những gì tôi làm hoặc nói trên sân khấu. Tôi không muốn đặt để trước rằng mọi thứ đều tốt khi nó không phải. Tôi muốn nhìn nhận thực tế, nhưng vẫn muốn trao hi vọng đến mọi người". Album kết thúc với bài hát "When There's Nothing Left" (tạm dịch: Khi không còn gì), được mô tả là một "lời ghi tình yêu đầy tính quả quyết và trong sáng đối với Chúa". Album được diễn tả không lấn quá nhiều vào thể loại bubblegum pop giống như những nữ ca sĩ theo chủ đề Tôn giáo lúc bấy giờ như Rachel Lampa và Jaci Velasquez.

## Phát hành và quảng bá
Katy Hudson được phát hành vào ngày 8 tháng 2 năm 2001 dưới dạng cassette và sau đó được phát hành dưới dạng đĩa CD vào ngày 6 tháng 3 năm 2001, cho dù ngày phát hành của nó bị xếp nhầm trên trang mua bán trực tuyến Amazon là ngày 23 tháng 10 năm 2001. Các cửa hàng trực tuyến của Katy Hudson còn phát hành nhiều sản phẩm khác nhau có liên quan đến Hudson như dây chuyền, áo thun và áp phích. Hudson sau đó tham gia một chuyến lưu diễn cùng với Phil Joel, Earthsuit và V*Enna, trong đó Hudson trình bày ba ca khúc, có bao gồm "Search Me" và cô mặc một chiếc áo khoác bằng jean để trình diễn. Hudson cũng tổ chức một chuyến lưu diễn một mình quảng bá cho Katy Hudson khắp nước Mỹ, bắt đầu từ ngày 6 tháng 9 năm 2001 tại Texas và kết thúc vào ngày 18 tháng 11 cùng năm, tại Virginia. Chuyến lưu diễn bao gồm 46 ngày diễn.
| Lịch diễn của chuyến lưu diễn quảng bá cho Katy Hudson | Lịch diễn của chuyến lưu diễn quảng bá cho Katy Hudson | Lịch diễn của chuyến lưu diễn quảng bá cho Katy Hudson | Lịch diễn của chuyến lưu diễn quảng bá cho Katy Hudson |
| Ngày                                                   | Thành phố                                              | Quốc gia                                               | Địa điểm                                               |
| ------------------------------------------------------ | ------------------------------------------------------ | ------------------------------------------------------ | ------------------------------------------------------ |
| Bắc Mỹ                                                 |                                                        |                                                        |                                                        |
| 6 tháng 9 năm 2001                                     | Sherman                                                | Hoa Kỳ                                                 | Khán phòng trường Cao đẳng Austin                      |
| 7 tháng 9 năm 2001                                     | San Antonio                                            | Hoa Kỳ                                                 | Trường Đại học United Methodist Church                 |
| 8 tháng 9 năm 2001                                     | Abilene                                                | Hoa Kỳ                                                 | Trường Đại học Hardin–Simmons                          |
| 9 tháng 9 năm 2001                                     | Austin                                                 | Hoa Kỳ                                                 | Nhà thờ Westlake Bible                                 |
| 11 tháng 9 năm 2001                                    | Wichita Falls                                          | Hoa Kỳ                                                 | Nhà hát The Wichita                                    |
| 13 tháng 9 năm 2001                                    | Dallas                                                 | Hoa Kỳ                                                 | The Door                                               |
| 14 tháng 9 năm 2001                                    | Norman                                                 | Hoa Kỳ                                                 | Quán cà phê Common Ground                              |
| 15 tháng 9 năm 2001                                    | Houston                                                | Hoa Kỳ                                                 | Khu nhà thờ tại 1st Baptist Church-Metro               |
| 16 tháng 9 năm 2001                                    | Bryan                                                  | Hoa Kỳ                                                 | VFW Wall                                               |
| 19 tháng 9 năm 2001                                    | Lubbock                                                | Hoa Kỳ                                                 | Nhà thờ Baptist                                        |
| 21 tháng 9 năm 2001                                    | Bartlesville                                           | Hoa Kỳ                                                 | Trường Cao đẳng Bartlesville Weslyan                   |
| 22 tháng 9 năm 2001                                    | Shiloam Springs                                        | Hoa Kỳ                                                 | Nhà thờ chính tòa JBU                                  |
| 23 tháng 9 năm 2001                                    | Jonesboro                                              | Hoa Kỳ                                                 | Nhà thờ First Baptist                                  |
| 26 tháng 9 năm 2001                                    | Arkadelphia                                            | Hoa Kỳ                                                 | Trường Đại học Ouchita Baptist                         |
| 28 tháng 9 năm 2001                                    | Grove City                                             | Hoa Kỳ                                                 | Trường Cao đẳng Grove City (khán phòng Crawford)       |
| 29 tháng 9 năm 2001                                    | Grantham                                               | Hoa Kỳ                                                 | Trường Cao đẳng Messiah (khán phòng Brewbaker)         |
| 3 tháng 10 năm 2001                                    | Malibu                                                 | Hoa Kỳ                                                 | Trường Đại học Pepperdine                              |
| 6 tháng 10 năm 2001                                    | Deerfield                                              | Hoa Kỳ                                                 | Trường Cao đẳng Trinity                                |
| 7 tháng 10 năm 2001                                    | Westbrook                                              | Hoa Kỳ                                                 | Westbrook Christian Church                             |
| 9 tháng 10 năm 2001                                    | Upland                                                 | Hoa Kỳ                                                 | Trường Đại học Taylor                                  |
| 11 tháng 10 năm 2001                                   | Toledo                                                 | Hoa Kỳ                                                 | Trường Đại học Toledo                                  |
| 12 tháng 10 năm 2001                                   | Dubuque                                                | Hoa Kỳ                                                 | Khán phòng trường Cao đẳng Emmaus Bible                |
| 13 tháng 10 năm 2001                                   | Wilmore                                                | Hoa Kỳ                                                 | Trường Cao đẳng Asbury                                 |
| 14 tháng 10 năm 2001                                   | Nashville                                              | Hoa Kỳ                                                 | Nhà hát Belcourt                                       |
| 15 tháng 10 năm 2001                                   | Nashville                                              | Hoa Kỳ                                                 | Nhà hát Belcourt                                       |
| 16 tháng 10 năm 2001                                   | Lafayette                                              | Hoa Kỳ                                                 | Trường Đại học Church at Purdue                        |
| 18 tháng 10 năm 2001                                   | Bloomington                                            | Hoa Kỳ                                                 | Sherwood Oaks Christian                                |
| 20 tháng 10 năm 2001                                   | Grand Rapids                                           | Hoa Kỳ                                                 | Calvin College Chapel                                  |
| 21 tháng 10 năm 2001                                   | Milwaukee                                              | Hoa Kỳ                                                 | Crossroads Presbyterian                                |
| 22 tháng 10 năm 2001                                   | New Brighton                                           | Hoa Kỳ                                                 | O'Shaughnessy Education Center                         |
| 23 tháng 10 năm 2001                                   | Sioux Falls                                            | Hoa Kỳ                                                 | Trường Đại học of Sioux Falls                          |
| 25 tháng 10 năm 2001                                   | Colorado Springs                                       | Hoa Kỳ                                                 | Vanguard Church                                        |
| 26 tháng 10 năm 2001                                   | Boulder                                                | Hoa Kỳ                                                 | Flat Irons Theater                                     |
| 27 tháng 10 năm 2001                                   | Denver                                                 | Hoa Kỳ                                                 | Trường Đại học Regis Auditorium                        |
| 28 tháng 10 năm 2001                                   | Buena Vista                                            | Hoa Kỳ                                                 | Mountain Heights Baptist                               |
| 31 tháng 10 năm 2001                                   | Hattiesburg                                            | Hoa Kỳ                                                 | William Carey College (Smith Auditorium)               |
| 1 tháng 11 năm 2001                                    | Gainesville                                            | Hoa Kỳ                                                 | Florida Theater                                        |
| 2 tháng 11 năm 2001                                    | Tallahassee                                            | Hoa Kỳ                                                 | Lawton Chiles Auditorium                               |
| 4 tháng 11 năm 2001                                    | Orlando                                                | Hoa Kỳ                                                 | Wesley Foundation                                      |
| 9 tháng 11 năm 2001                                    | West Palm                                              | Hoa Kỳ                                                 | Palm Beach Atlantic College                            |
| 11 tháng 11 năm 2001                                   | Clemson                                                | Hoa Kỳ                                                 | Trường Đại học Clemson                                 |
| 12 tháng 11 năm 2001                                   | Montgomery                                             | Hoa Kỳ                                                 | The Train Shed                                         |
| 13 tháng 11 năm 2001                                   | Auburn                                                 | Hoa Kỳ                                                 | Trường Đại học Auburn                                  |
| 16 tháng 11 năm 2001                                   | Columbia                                               | Hoa Kỳ                                                 | Shandon Baptist Church                                 |
| 17 tháng 11 năm 2001                                   | Elon                                                   | Hoa Kỳ                                                 | 1st United Methodist Church of Elon                    |
| 18 tháng 11 năm 2001                                   | Harrisonburg                                           | Hoa Kỳ                                                 | Court Square Theater                                   |

## Phản ứng ban đầu

### Đánh giá chuyên môn
| Đánh giá chuyên môn   | Đánh giá chuyên môn |
| Nguồn đánh giá        | Nguồn đánh giá      |
| Nguồn                 | Đánh giá            |
| --------------------- | ------------------- |
| AllMusic              | [ 3 ]               |
| Billboard             | Tích cực            |
| Christianity Today    | Tích cực            |
| Cross Rhythms         | [ 14 ]              |
| The Phantom Tollbooth | [ 6 ]               |

Katy Hudson nhận những đánh giá tích cực từ phía các nhà phê bình âm nhạc. Stephen Thomas Erlewine từ AllMusic phong tặng Katy Hudson 3/5 sao, khẳng định với album này, Hudson "bị ảnh hưởng rất nhiều bởi Alanis Morissette". Erlewine nhận thấy một vài đoạn lời nhạc trong album có ngụ ý gợi dục và nhìn nhận nó như "một trong những điểm thú vị nhất" trong album, khi diễn tả phần âm thanh chung của bản ghi âm này như "một loại hình khác của việc mang tính gợi dục và bị sản xuất quá tay của các rocker CCM để nhằm chứng tỏ họ mang tính đương đại". Nhà báo Russ Breimeier Christianity Today cho một bài đánh giá tích cực về Katy Hudson, khi nhấn mạnh phong cách sáng tác của Hudson khi chúng thật sự "sâu sắc và phù hợp với sức mạnh đầy cảm xúc". Ông cũng thấy rằng Hudson là một "tài năng trẻ" và mong muốn được nghe nhiều thêm ở cô trong những năm sau này. Đồng quan điểm, Tony Cummings từ Cross Rhythms cũng xem Hudson là một "tài năng về mặt giọng hát" và khuyên đọc giả nên nghe album này. Andy Argyrakis của The Phantom Tollbooth khẳng định việc Hudson được gắn bó với các nhà thờ giờ đây đã được "đền bù" và nói thêm rằng "Cho dù có ảnh hưởng của một chút pop đơn thuần, thế nhưng lại rất khó để bác bỏ tính chất thành thật và tính trưởng thành trong lời nhạc của cô ấy." DEP từ Billboard cũng gọi Hudson là một tài năng và xem bản ghi âm này là một "kết cấu bao gồm các giai điệu rock tân thời bù đắp đi phần sạn và sự yếu mềm còn lại" và "đầy ấn tượng".

### Doanh số
Sau khi phát hành, Katy Hudson là một thất bại về mặt thương mại của hãng đĩa Red Hill Records, khi chỉ bán được xấp xỉ từ 100 đến 200 bản.

## Sự thay đổi về mặt âm nhạc
Sau khi phát hành album không lâu, hãng đĩa Red Hill Records đã phải bị đóng cửa vì thua lỗ. Katy Hudson sau đó trở thành album mang chủ đề về Tôn giáo duy nhất của cô, trong khi cô thay đổi hướng đi sang dòng nhạc pop thịnh hành, cùng với việc đổi nghệ danh thành Katy Perry (nhằm tránh sự nhầm lẫn với nữ diễn viên Kate Hudson).
Trong lúc tiếng tăm của Perry tăng cao khi cô chuyển sang dòng nhạc thịnh hành, album này trở nên cực kì khan hiếm và được tìm kiếm rộng rãi trong cộng đồng người hâm mộ của cô, khi mà album chỉ còn được bán trên các trang mạng bán lẻ với giá cả dao động thừ 90 đến 200 đô-la Mỹ, tùy theo tình trạng của album. Trong thời gian quảng bá cho album phòng thu thứ tư của Perry, Prism (2013), cô sử dụng một chiếc xe tải được mạ vàng đi vòng quanh Los Angeles, cùng với tên của album và ngày phát hành được in thẳng lên phía ngoài xe. Trong khi được hỏi về điều mà họ tìm thấy trong chiếc xe ấy, James Montgomery từ MTV đùa rằng: "trong đó là tất cả các bản còn lại của album Katy Hudson hồi năm 2001, tất cả chúng đều sẽ bị hủy".

## Danh sách bài hát
| STT              | Nhan đề                     | Sáng tác                           | Nhà sản xuất     | Thời lượng |
| ---------------- | --------------------------- | ---------------------------------- | ---------------- | ---------- |
| 1.               | "Trust in Me"               | Katy Hudson, Mark Dickson          | Otto Price       | 4:46       |
| 2.               | "Piercing"                  | Hudson, Tommy Collier, Brian White | Collier          | 4:06       |
| 3.               | "Search Me"                 | Hudson, Scott Faircloff            | Collier          | 5:00       |
| 4.               | "Last Call"                 | Hudson                             | David Browning   | 3:07       |
| 5.               | "Growing Pains"             | Hudson, Dickson                    | Browning         | 4:05       |
| 6.               | "My Own Monster"            | Hudson                             | Browning         | 5:25       |
| 7.               | "Spit"                      | Hudson                             | Price            | 5:10       |
| 8.               | "Faith Won't Fail"          | Hudson, Dickson                    | Price            | 5:14       |
| 9.               | "Naturally"                 | Hudson, Faircloff                  | Browning         | 4:33       |
| 10.              | "When There's Nothing Left" | Hudson                             | Browning         | 6:45       |
| Tổng thời lượng: | Tổng thời lượng:            | Tổng thời lượng:                   | Tổng thời lượng: | 48:11      |

## Những người thực hiện
Được ghi lại từ những dòng ghi chú trên album Katy Hudson.
| Những người thực hiện - Katy Perry – sáng tác (1–10), hát chính (1–10) - Mark Stuart – hát nền (1) - Mark Dickson – sáng tác (1, 5, 8) - Otto Price – sản xuất (1, 7, 8), tổng hợp viên (1, 7, 8), chơi bass (1, 4–10), lên chương trìn (1, 7, 8) - Tommy Collier – sáng tác (2), sản xuất (2, 3), đàn guitar mộc (1), kỹ sư thu âm (2, 3) - Brian White – sáng tác (2) - Scott Faircloff – sángtác (2, 9), keyboards (3) - David Browning – sản xuất (4–6, 9, 10), kỹ sư thu âm (4–6, 9), keyboards và lên chương trình (4–6, 9, 10), B-3 (7), chơi dương cầm (8) | Các địa điểm thu âm - The Velvet Elvis-Nashville, Tennessee (2–6, 9, 10) - House of Tom-Cool Springs, Tennessee (2, 3) - Sound Kitchen-Cool Springs, Tennessee (3–6, 9, 10) - Kong's Cage-Franklin, Tennessee (4–6, 9, 10) |